# Madroñera
Madroñera é um município da Espanha na província
de Cáceres,
comunidade autónoma da Estremadura, de área 132,91 km². Em 2021 tinha 2 446 habitantes (densidade: 18,4 hab./km²).

## Demografia
| Variação demográfica do município entre 1991 e 2004 | Variação demográfica do município entre 1991 e 2004 | Variação demográfica do município entre 1991 e 2004 | Variação demográfica do município entre 1991 e 2004 |
| --------------------------------------------------- | --------------------------------------------------- | --------------------------------------------------- | --------------------------------------------------- |
| 1991                                                | 1996                                                | 2001                                                | 2004                                                |
| 3315                                                | 3200                                                | 3132                                                | 2998                                                |